# Јона (пророк)
Пророк Јона (хебр. יוֹנָה, арап. يونس) је јеврејски пророк који је по сведочанству Библије и Курана три дана и ноћи боравио у утроби кита. 
Јона је живао у време владавине израиљског краља Јеровоама II, односно на прелазу из 9. у 8. век пре нове ере; (2. Царевима 14:23-25) - старозаветни пророк северног Царство, наследник пророка Јелисеја. Под Јеровоамом II се десило „проширење“ територије Израела које је предвидео Јона (2. Краљевима 14:25) остварено као резултат успешног рата са Сиријом за Северно краљевство. 
Јона је најстарији од јеврејских пророка, чији су списи дошли до нашег времена. И био је једини старозаветни пророк који је „покушао да побегне од Бога“.
Пророк Јона је био из Гафхефера на северу Галилеје, који се налазио само два сата од Назарета, где је Исус Христ живео око осам векова касније.
Отац му је, по Старом Завету, био Аматија (Амитаи), а мајка, по легенди, била је она удовица из Сарепте Сидонске [Зап. 1], којој је пророк Илија дошао у време глади по заповести Божијој, а брашна и уља јој није понестало све до дана када Бог посла кишу на земљу. Блажени Јероним Стридонски, позивајући се на јеврејско предање, веровао је да син сарептске удовице није сам Јона, већ његов отац Амитаи.
Према хришћанском гледишту, Књига пророка Јоне, која је део Старог завета, садржи пророчанства о судбини израелског народа, страдањима Спаситеља и пустошењу Јерусалима. Према Новом завету, Исус Христос је у разговору са књижевницима и фарисејима, који су од њега тражили знак, рекао да им неће бити дат никакав други знак, осим знака Јоне пророка (Мт. 12,39). , 40), односно три дана смрти и потоњег Васкрсења Господњег.

## Идентитет пророка
Пошто је постао пунолетан, Јона је водио врлински живот и испуњавао све заповести. По предању, он се убрзо удостојио пророчког дара и предсказао је, између осталих предсказања, и страдања Господња, пустош Јерусалима и смак света.
Добивши од Бога дар пророштва, Јона је после његове смрти наставио дело пророка Јелисеја. Добивши заповест од Бога, предсказао је победу цара Израела, Јеровоама, у предстојећем рату са јаким сиријским краљевством, а Јеровоам је заиста обновио границе царства Израела, враћајући древне области које су Сиријци окупирали.
Постоје паралеле у служби Јоне и његових непосредних претходника Илије и Јелисеја, који су, попут њега, проповедали у земљама Јудеје и Израела, а такође су били послати у мисију међу незнабошце, у Феникију и Сирију (1. Царевима 17- 19, 21; 2 Цар. 1-9, 13).
У хришћанској традицији се сматра значајним то што је Бог послао свог пророка нејеврејима да проповеда одрицање од грешности, што треба да говори о љубави Господње према свим племенима и народима, а не само према њему изабраном народу Израиља.
По старозаветној Књизи о Јони пророк Јона је добио од Бога заповест да иде у Ниниву, али Јона није желео у Ниниву и бежао је бродом у Тарс. Бог је подигао велику олују и морнари су по Јониној заповести бацили Јону у море те је Јона мислио да се тиме ослободио задатка. Бог је послао кита који је прогутао Јону и држао га у својој утроби 3 дана и 3 ноћи, док је Јона у риби тражио опрост, а Бог му је опростио и заповедио киту да га избаци на копно. Када га је кит избацио из себе, Јона је кренуо у Ниниву и проповедао. Нинивљанима је речено да су били толико злобни да ће Бог уништити тај град за 40 дана, а та вест је допрла до краља Ниниве. Он је раздерао своје хаљине и покајао се, а покајали су се и 120.000 становника Ниниве. Бог им је опростио и није уништио град.